# Erath County
Erath County är ett administrativt område i delstaten Texas, USA, med 37 890 invånare (2010). Den administrativa huvudorten (county seat) är Stephenville.

## Geografi
Enligt United States Census Bureau har countyt en total area på 2 823 km². 2 813 km² av den arean är land och 8 km² är vatten.

### Angränsande countyn
- Palo Pinto County - norr
- Hood County - nordost
- Somervell County - öster
- Bosque County - sydost
- Hamilton County - söder
- Comanche County - sydväst
- Eastland County - väster

### Orter
- Dublin
- Stephenville (huvudort)